# أولاد عمرو (أولاد عامر)
أولاد عمرو هي إحدى مشيخات المملكة المغربية، تتبع جغرافيا لإقليم قلعة السراغنة وإداريًا لأولاد عامر. يقدر عدد سكانها بـ 6089 نسمة حسب الإحصاء الرسمي للسكان والسكنى لسنة 2004.